# PGP
PGP (англ. Pretty Good Privacy) — компьютерная программа, также библиотека функций, позволяющая выполнять операции шифрования и цифровой подписи сообщений, файлов и другой информации, представленной в электронном виде, в том числе прозрачное шифрование данных на запоминающих устройствах, например, на жёстком диске.
Первоначально разработана Филиппом Циммерманном в 1991 году.

## Общие сведения
PGP имеет множество реализаций, совместимых между собой и рядом других программ (GnuPG, FileCrypt и др.) благодаря стандарту OpenPGP (RFC 4880), но имеющих разный набор функциональных возможностей. Существуют реализации PGP для всех наиболее распространённых операционных систем. Кроме свободно распространяемых реализаций, есть ещё и коммерческие.

### Совместимость
Так как PGP развивается, некоторые системы позволяют создавать зашифрованные сообщения с использованием новых возможностей, которые отсутствуют в старых системах. Отправитель и получатель должны знать возможности друг друга или, по крайней мере, согласовать настройки PGP.

### Защищённость
В 1996 году криптограф Брюс Шнайер охарактеризовал раннюю версию PGP как «ближайшую к криптосистемам военного уровня».
На данный момент не известно ни одного случая взлома данных, зашифрованных PGP, при помощи полного перебора или уязвимости криптоалгоритма.
Криптографическая стойкость PGP основана на предположении, что используемые алгоритмы устойчивы к криптоанализу на современном оборудовании. Например, в PGP первых версий для шифрования ключей сессии использовался алгоритм RSA, основанный на односторонней функции (факторизация). В PGP версии 2 дополнительно можно использовать алгоритм IDEA. В последующем были добавлены дополнительные алгоритмы шифрования. Ни у одного используемого алгоритма нет известных уязвимостей.
В 2010 году группе учёных из Швейцарии, Японии, Франции, Нидерландов, Германии и США удалось разложить на множители 768-битный 232-значный RSA-ключ. Нахождение простых сомножителей осуществлялось общим методом решета числового поля. На первый шаг (выбор пары полиномов степени 6 и 1) было потрачено около полугода вычислений на 80 процессорах, что составило около 3 % времени, потраченного на главный этап алгоритма (просеивание), который выполнялся на сотнях компьютеров в течение почти двух лет. Если интерполировать это время на работу одного процессора AMD Opteron 2,2 ГГц с 2 ГБ оперативной памяти, то получилось бы порядка 1500 лет. Обработка данных после просеивания для следующего ресурсоёмкого шага (линейной алгебры) потребовала несколько недель на малом количестве процессоров. Заключительный шаг после нахождения нетривиальных решений ОСЛУ занял не более 12 часов.
Решение ОСЛУ проводилось с помощью метода Видемана на нескольких раздельных кластерах и длилось чуть менее 4 месяцев. При этом размер разрежённой матрицы составил 192 796 550×192 795 550 при наличии 27 795 115 920 ненулевых элементов. Для хранения матрицы на жёстком диске понадобилось около 105 гигабайт. В то же время понадобилось около 5 терабайт сжатых данных для построения данной матрицы.
В итоге группе удалось вычислить оба простых сомножителя, каждый из которых является 384-битным 116-значным числом.
Исследователи уверены, что с использованием их метода факторизации взломать 1024-битный RSA-ключ будет возможно в течение следующего десятилетия.
По словам исследователей, после их работы в качестве надёжной системы шифрования можно рассматривать только RSA-ключи длиной 1024 бита и более. Причём от шифрования ключом длиной в 1024 бита стоит отказаться в ближайшие три-четыре года.
Зная разложение модуля на произведение двух простых чисел, противник может легко найти секретную экспоненту и тем самым взломать RSA. Однако на сегодняшний день самый быстрый алгоритм факторизации — решето обобщённого числового поля (General Number Field Sieve), скорость которого для k-битного целого числа составляет {\displaystyle \exp((c+o(1))k^{\frac {1}{3}}\log ^{\frac {2}{3}}k)} для некоторого {\displaystyle c<2}, не позволяет разложить большое целое за приемлемое время.

## Механизм работы PGP
Шифрование PGP осуществляется последовательно хешированием, сжатием данных, шифрованием с симметричным ключом, и, наконец, шифрованием с открытым ключом, причём каждый этап может осуществляться одним из нескольких поддерживаемых алгоритмов. Симметричное шифрование производится с использованием одного из семи симметричных алгоритмов (AES, CAST5, 3DES, IDEA, Twofish, Blowfish, Camellia) на сеансовом ключе. Сеансовый ключ генерируется с использованием криптографически стойкого генератора псевдослучайных чисел. Сеансовый ключ зашифровывается открытым ключом получателя с использованием алгоритмов RSA или Elgamal (в зависимости от типа ключа получателя). Каждый открытый ключ соответствует имени пользователя или адресу электронной почты. Первая версия системы называлась Сеть доверия и противопоставлялась системе X.509, использовавшей иерархический подход, основанной на удостоверяющих центрах, добавленный в PGP позже. Современные версии PGP включают оба способа.

### Ключи
Пользователь PGP создаёт ключевую пару: открытый и закрытый ключ. При генерации ключей задаются их владелец (имя и адрес электронной почты), тип ключа, длина ключа и срок его действия. Открытый ключ используется для шифрования и проверки цифровой подписи. Закрытый ключ — для декодирования и создания цифровой подписи.
PGP поддерживает три типа ключей: RSA v4, RSA legacy (v3) и Diffie-Hellman/DSS (Elgamal в терминологии GnuPG).
Для ключей RSA legacy длина ключа может составлять от 1024 до 2048 бит, а для Diffie-Hellman/DSS и RSA — от 1024 до 4096. Ключи RSA legacy содержат одну ключевую пару, а ключи Diffie-Hellman/DSS и RSA могут содержать один главный ключ и дополнительные ключи для шифрования. При этом ключ электронной подписи в ключах Diffie-Hellman/DSS всегда имеет размер 1024. Срок действия для каждого из типов ключей может быть определён как неограниченный или до конкретной даты. Для защиты ключевого контейнера используется секретная фраза.

### Цифровая подпись
PGP поддерживает аутентификацию и проверку целостности посредством цифровой подписи. По умолчанию она используется совместно с шифрованием, но также может быть применена и к открытому тексту. Отправитель использует PGP для создания подписи алгоритмом RSA или DSA. При этом сначала создаётся хеш открытого текста (также известный как дайджест), затем — цифровая подпись хеша при помощи закрытого ключа отправителя. Для формирования хеша могут использоваться алгоритмы MD5, SHA-1, RIPEMD-160, SHA-256, SHA-384, SHA-512. В новых версиях PGP поддержка MD5 осуществляется для сохранения совместимости с ранними версиями. Для подписи используются алгоритмы RSA или DSA (в зависимости от типа ключа).

### Сжатие данных
В целях уменьшения объёма сообщений и файлов и, возможно, для затруднения криптоанализа PGP производит сжатие данных перед шифрованием. Сжатие производится по одному из алгоритмов ZIP, ZLIB, BZIP2. Для сжатых, коротких и слабосжимаемых файлов сжатие не выполняется.

### Сеть доверия
Как при шифровании сообщений, так и при проверке цифровой подписи необходимо, чтобы принятый получателем открытый ключ действительно принадлежал отправителю. При простом скачивании открытого ключа он может быть подменён. С первых версий PGP поддерживает сертификаты открытых ключей, с помощью которых подмены (или случайные ошибки передачи) легко распознаются. Однако недостаточно просто создать сертификат, защищённый от модификации, так как при этом гарантируется лишь целостность сертификата после его создания. Пользователи также должны каким-нибудь способом проверить, что открытый ключ в сертификате действительно принадлежит отправителю. С первых версий продукты PGP включают в себя внутреннюю схему проверки сертификатов, названную сеть доверия (англ. web of trust). Заданная пара «имя пользователя — открытый ключ» может быть подписана третьим лицом, удостоверяющим соответствие ключа и владельца. В таких подписях может быть несколько вложенных уровней доверия. Хотя многие программы читают и пишут эту информацию, очень немногие учитывают этот уровень сертификата, принимая решение о принятии или отклонении сертификата.
Протокол сети доверия был впервые описан Циммерманном в 1992 году в руководстве PGP версии 2.0:

С течением времени вы будете накапливать ключи других людей, которых вы можете назвать доверенными рекомендателями. Кто-нибудь ещё может выбрать своих доверительных рекомендателей. И все будут постепенно накапливать и распространять со своими ключами набор заверенных подписей других людей, ожидая, что любой получатель доверяет по крайней мере одной или двум подписям. Это позволяет создать децентрализованную устойчивую к сбоям сеть всех открытых ключей.

Механизм сети доверия обладает преимуществами над централизованной инфраструктурой управления открытыми ключами, например, используемой в S/MIME, но не получил повсеместного применения. Пользователи хотели проверять корректность сертификатов вручную или не проверять вовсе.

### Сертификаты
В последних спецификациях OpenPGP доверенные подписи могут использоваться для поддержки создания центров сертификации. Доверенность сертификата означает, что ключ действительно принадлежит указанному владельцу и может использоваться для подписи сертификатов одним уровнем ниже. Сертификат уровня 0 означает обычную подпись. Уровень 1 означает, что при помощи подписанного ключа можно создавать сертификаты уровня 0. При помощи сертификата уровня 2 можно создавать сертификаты уровня 1. Уровень 2 практически идентичен степени доверия, с которой полагаются пользователи на списки доверенных сертификатов, встроенные в браузеры.
Все версии PGP включают в себя способ отмены сертификата. Это необходимо, если требуется сохранять безопасность связи при потере или компрометации закрытого ключа. Отмена сертификата похожа на списки отзыва сертификатов в централизованной инфраструктуре открытых ключей. Современные версии PGP также поддерживают сроки истечения сертификатов.
Проблема корректного определения принадлежности открытого ключа владельцу характерна для всех криптографических систем с асимметричным шифрованием. У неё не существует достаточно хороших решений. Оригинальная схема PGP позволяет решить пользователю, использовать ли схему проверки сертификатов, в то время как большинство других инфраструктур открытых ключей требует проверки каждого сертификата.

## История

### Ранняя история
В 1991 году Филипп Циммерман создал первую версию PGP. Первая версия включала в себя симметричный алгоритм шифрования BassOmatic, созданный самим Циммерманом. Циммерман участвовал в движении против ядерной энергии и создал PGP для защищённого использования BBS и хранения файлов и сообщений. Для некоммерческого использования не требовалось лицензии, со всеми копиями распространялся весь исходный код. PGP распространилась в Usenet, а затем и в Интернете.

### Уголовное расследование
Вскоре после выпуска PGP стала использоваться за пределами США, и в 1993 году правительство США начало расследование против Циммермана по подозрению в нарушении экспортного законодательства, которое регулирует распространение криптографических систем с длиной ключа более 40 бит. В PGP использовались ключи длиной 128 бит и более.
Циммерман остроумно обошёл ограничения законодательства США. Он опубликовал исходный код в книге, изданной MIT Press. Код можно было отсканировать, распознать и скомпилировать. Экспорт книг не может быть запрещён, так как защищён первой поправкой к Конституции США (сходная схема использовалась в системе шифрования Snuffle, см дело Bernstein v. United States).
В 1996 году расследование было закрыто.

### OpenPGP
PGP Inc. была обеспокоена по поводу патентов. В компании был создан внутренний стандарт Unencumbered PGP («необременённый PGP»), не использующий алгоритмов, имеющих проблемы с лицензиями. Так как PGP широко использовалась во всём мире, многие хотели создавать собственное ПО, совместимое с PGP 5. В 1997 году PGP Inc. предложила IETF-стандарт, названный OpenPGP. В IETF были созданы стандарты RFC 2440 (1998 год) и RFC 4880 (2007 год).
В 1999 году силами Фонда свободного программного обеспечения была создана свободная реализация OpenPGP под названием GNU Privacy Guard (GnuPG).
Рабочая группа OpenPGP по состоянию на август 2024 года продолжала работать в направлении превратить OpenPGP в стандарт Интернета

### Поглощение Network Associates
В декабре 1997 года PGP Inc. была поглощена Network Associates Inc (ныне McAfee). NAI продолжила экспорт посредством печати исходных текстов. В составе NAI команда PGP разработала средства для шифрования дисков, брандмауэр, средства для обнаружения вторжений и IPsec VPN. После легализации экспорта криптографического ПО в 2000 году NAI прекратила публикацию исходных текстов, несмотря на возражения команды PGP.
В 2001 году Циммерман покинул NAI, NAI объявила о продаже PGP и остановке разработки PGP. В 2002 году NAI прекратила поддержку всех продуктов PGP PGP E-Business Server (исходной консольной версии PGP).

### Современное состояние
В 2002 году несколько бывших разработчиков PGP основали PGP Corporation и выкупили PGP (кроме консольной версии). В 2003 году PGP Corporation разработала новый серверный продукт, PGP Universal.
В 2010 году Symantec Corp. выкупил PGP за 300 млн долларов.

## Криптографические приложения PGP Corporation
PGP изначально разрабатывалась для шифрования электронной почты на стороне клиента, но с 2002 года включает также шифрование жёстких дисков переносных компьютеров, файлов и каталогов, сессий программ мгновенного обмена сообщениям, пакетной передачи файлов, защиту файлов и каталогов в сетевых хранилищах, а в современных версиях — ещё и шифрование HTTP-запросов и ответов на стороне сервера (mod openpgp) и клиента (Enigform).
Клиентские программы объединены в семейство PGP Desktop (включает в себя PGP Desktop EMail, PGP Whole Disk Encryption и PGP NetShare).
PGP Universal Server позволяет из командной строки централизованно администрировать клиенты на основе PGP Desktop.
В 2010 году права на приложение были приобретены компанией Symantec за 300 млн долларов.

## Правовые аспекты использования в Российской Федерации
На сегодняшний день прямых законодательных запретов на использование PGP в Российской Федерации нет. Законодательно регламентируется использование криптографии только в государственных и муниципальных учреждениях. ФСБ предписывает всем государственным структурам использовать только сертифицированные средства криптографии. Физические лица и компании сами устанавливают, какая информация является для них коммерческой тайной, методы хранения и передачи такой информации. Информационный ресурс Helpdesk24 в статье «Правомерность использования криптографических средств защиты информации» приводит выдержки из федеральных законов, поясняющие данный вопрос. Также авторы проекта «openPGP в России» утверждают, что не существует законов, запрещающих использование PGP. Электронная подпись, генерируемая с помощью PGP и её несертифицированных аналогов, имеет юридическую силу в Российской Федерации, так как, согласно пункту 3 статьи 5 63-ФЗ «Об электронной подписи» попадает под определение усиленной неквалифицированной электронной подписи. Согласно пункту 2 статьи 6 этого ФЗ, для признания такой ЭП необходимо лишь взаимное согласие (соглашение) участников электронного взаимодействия.